# Кори Милкрист
Кори Милкрист (енгл. Corey Mylchreest; Лондон, 8. мај 1998) британски је глумац. Познат је по улози Џејмија Давенпорта у филму Моја година на Оксфорду (2025).

## Биографија
Рођен је 8. маја 1998. у Лондону. У свом родном граду је дипломирао глуму.

## Филмографија
| Улоге Корија Милкриста |                         |               |                 |             |
| Година                 | Српски назив            | Изворни назив | Улога           | Напомена    |
| 2021.                  |                         |               | Хенри           | кратки филм |
| 2021.                  |                         | Леон          |                 | кратки филм |
| 2022.                  |                         |               | Џон Хабард      | кратки филм |
| 2022.                  |                         |               | Адонис          | 1 епизода   |
| 2022.                  |                         |               | он              | 1 епизода   |
| 2023.                  |                         |               | млади Џорџ III  | мини-серија |
| 2025.                  | Моја година на Оксфорду |               | Џејми Давенпорт |             |